# Giuseppe Arcimboldo
Giuseppe (též Josephus/Josepho) Arcimboldo psal se i Acimboldi, Arcsimbaldo či Joseph Arsinwalda (1527 Milán – 11. července 1593 Milán) byl italský malíř a dekoratér působící ve službách Habsburků na dvorech ve Vídni a v Praze. Proslul jako svérázný manýristický portrétista, který tvořil podobizny na způsob zátiší z rozličných předmětů, plodů, květin i zvířat. V tomto stylu vytvořil známé obrazy jako několik řad alegorií Čtvero ročních období nebo portrét Rudolf II. jako Vertumnus.

## Životopis
Giuseppe Arcimboldo pocházel z vážené rodiny malíře Biagia Arcimbolda a Chiary Parisiové. Arcimboldovi předkové pocházeli z jižního Německa, z nichž někteří ve středověku přesídlili do Lombardska. Uvádí se, že několik členů rodiny bylo mezi léty 1489 až 1555 milánskými arcibiskupy. V letech 1550 až 1555 jím byl Giovanni Angelo Arcimboldo, který prosazoval mladého Giuseppa u milánského dvora. Ten se vyučil v dílně svého otce Biagia, který se přátelil s Bernardinem Luinim (1480/82 – 1532), žákem a následovníkem Leonarda da Vinciho. Leonardo v Miláně položil základy lombardské malířské škole, jejíž rysy lze vystopovat i v časných dílech Giuseppe Arcimbolda. Ten se roku 1549 stal mistrem malířského cechu a ještě téhož roku spolupracoval s otcem na zakázce okenních vitráží pro milánskou katedrálu Narození Panny Marie. Po otcově smrti (1551) Arcimboldo působil v Miláně až do roku 1558, kdy odešel do Coma, kde pro místní katedrálu vytvořil návrhy tapiserií. Přibližně ve stejné době zhotovil i skici pro tapiserie v Monze, kde společně s Giuseppem Medou (1434–1599) namalovali v místní bazilice svatého Jana Křtitele fresku zobrazující Strom Jesse.
Roku 1551 Arcimboldo namaloval pro českého krále a pozdějšího císaře Svaté říše římské Ferdinanda I. pět heraldických znaků, za což mu bylo opakovaně nabídnuto místo oficiálního malíře císařského dvora. V roce 1562 nakonec nabídku přijal a odešel ke dvoru do [Vídně, aby se zde stal císařovým portrétistou a kopistou. Krátce po příchodu do Vídně Arcimboldo namaloval pro císaře Ferdinanda I. několik portrétů členů císařské rodiny, dnes většinou ztracených, a v roce 1563 i první obrazový cyklus Čtyři roční období, ke kterému v roce 1566 přidal i první cyklus Čtyři živly.

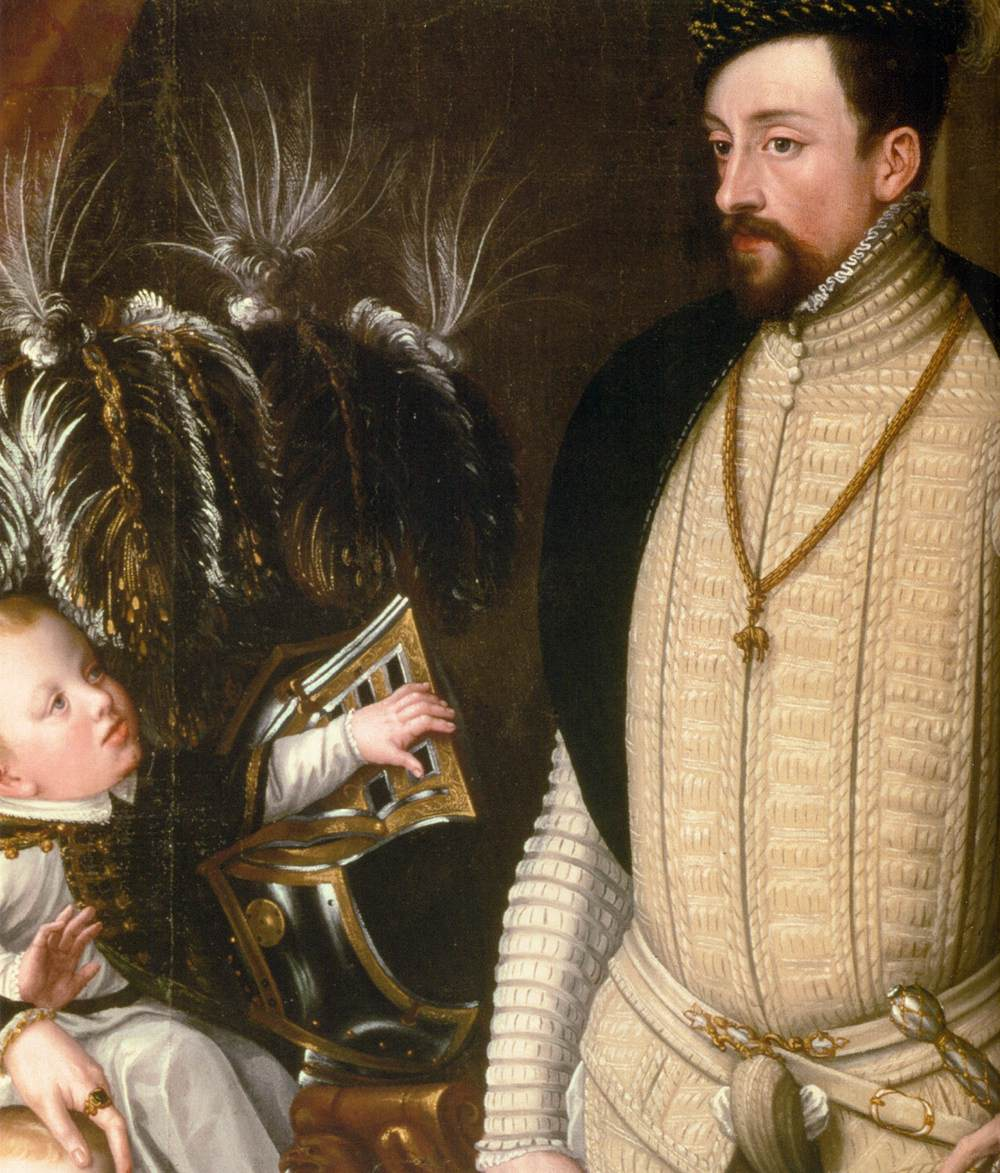
Císař Maxmilián II., jeho manželka Marie a jejich 3 děti (detail, asi 1562/63, Umělecko-historické museum, Vídeň)

Za uznávaného umělce ho považovali i Ferdinandovi nástupci, Maxmilián II. a Rudolf II. Císař Maxmilián II. mu dokonce udělil titul „dvorní podobiznář“ jako uznání za několik rodinných portrétů. V té době Arcimboldův plat činil 20 florénů a navíc, v letech 1566, 1570, 1574 a 1575, mu císařský dvůr poskytl mimořádné platby. Jako dekoratér se Arcimboldo uplatnit v roce 1570, kdy navrhl kostýmy k turnaji, který se konal v Praze u příležitosti svatby Alžběty, dcery Maxmiliána II., s francouzským králem Karlem IX. Následujícího roku pak vyzdobil vídeňský hrad k oslavám další svatby, tentokráte ke sňatku arcivévody Karla II. s Marií Annou Bavorskou.

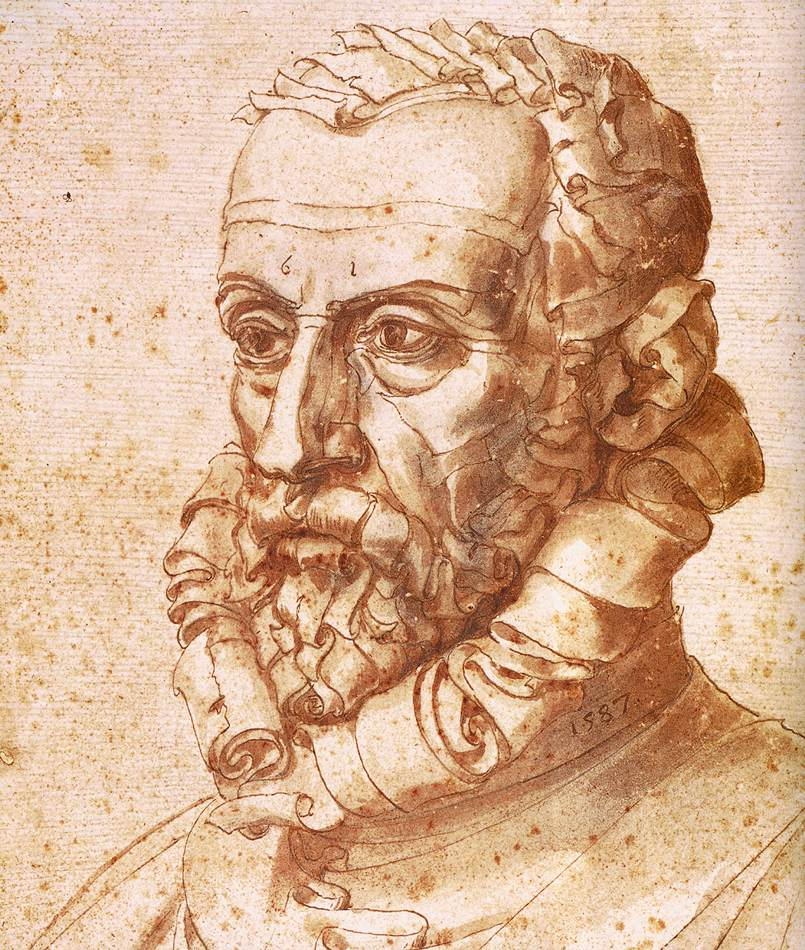
Muž z papíru či Učenec (pozdní umělcův autoportrét, Janov)

V roce 1580 se mu od císaře Rudolfa II. dostalo potvrzení šlechtického titulu. Arcimboldo pak v roce 1582 odjel do Německa nakupovat pro císaře starožitnosti, za což dostával až 50 florénů měsíčně. Na oplátku v roce 1585 Arcimboldo císaři dedikoval soubor 145 kreseb obsahující návrhy pro dvorské slavnosti, karnevaly, turnaje a divadelní hry. Tento soubor, dnes ve florentských Ufizziích, zahrnoval kostýmy a dekorace z doby císařovy korunovace (1575), dále ze slavností pořádaných v letech 1578 a 1579, a především z roku 1585, kdy byl císař dekorován Řádem zlatého rouna. Arcimboldův autoportrét z roku 1587, zvaný též Muž z papíru či Učenec, ho však ukazuje již jako stárnoucího a pravděpodobně i nemocného člověka. Asi z tohoto důvodu Arcimboldo požádal císaře o uvolnění z jeho služeb, čemuž Rudolf II. nakonec vyhověl. Arcimboldo se vrátil do rodného Milána, ale s císařem zůstal v kontaktu, což dokládá císařův portrét jako Vertumna (1590/91). Obraz doprovázela báseň: „Císař je bohem proměn v přírodě a v lidském životě“. Rudolf II. byl obrazem Vertumna, boha střídání ročních období a později boha všech změn, natolik spokojen, že v roce 1592 malíři udělil hraběcí titul "comes palatinus". V letech 1591–1592 Arcimboldo poslal ještě tři obrazy zobrazující Floru, římskou bohyni jara a květů. Zatímco dva z nich zachycují bohyni jako ctnostnou ženu, jeden z obrazů zobrazuje bohyni jako prostitutku (Flora meretrix), pro kterou mohl být podnětem Giorgionův obraz Laura z roku 1506 (dnes Kunsthistorisches Museum, Vídeň).
Mimo obrazy, kresby, návrhy kostýmů a divadelních představení Arcimboldo vymýšlel také hydraulické stroje pro divadelní scény a navrhl i metodu, jak pomocí barev pořídit hudební záznam. Byl rovněž tvůrcem „Kunstkomor“ či „Wunderkomor“, což mu vyneslo přezdívku „habsburský Leonardo“. Arcimboldovo pokračující onemocnění močových cest, jak uvádí milánské „Magistro della Sanità“, však vedlo ke zrychlujícímu se zhoršování umělcova zdravotního stavu, který 11. července 1593 vyústil v Arcimboldovu smrt ve věku 66 let. Byl pohřben v milánském kostele San Pietro della Vigna.

## Umělecká tvorba

### První zakázky (1549–1561)
První umělecké objednávky se vyznačovaly různorodostí a Arcimboldo se na jejich realizaci podílel jako spolupracovník svého otce Biagia. Jednalo se o návrhy vitráží pro milánskou katedrálu, které realizoval v roce 1556 Corrado de Mochis, sklář z Kolína nad Rýnem, dále o panely pro varhanní skříň a o baldachýn nad oltářem. Arcimboldovy návrhy s náměty ze Starého a Nového zákona pro katedrálu v Comu použili vlámští tkalci Johannes a Ludwig Karcherovi ke zhotovení tapiserií v místní manufaktuře. Scénu znázorňující Smrt Panny Marie lemují bordury obsahující květy, ovoce a groteskní ornamenty, jako předzvěst jeho pozdějších „kompozitních portrétů“. Vedle dalších skic k tapisériím pro baziliku v Monze Arcimboldo namaloval (společně s Giuseppem Medou) fresku s ukřižovaným Kristem v kmeni stromu a s větvemi nesoucími podoby Kristových předchůdců (Strom Jesse). Počáteční období Arcimboldovy tvorby uzavírá jeho předpokládaná návštěva Říma, během níž se poučil především na Raffaelových freskách ve vatikánských Stanzi.

### Vrcholné období (1562–1586)

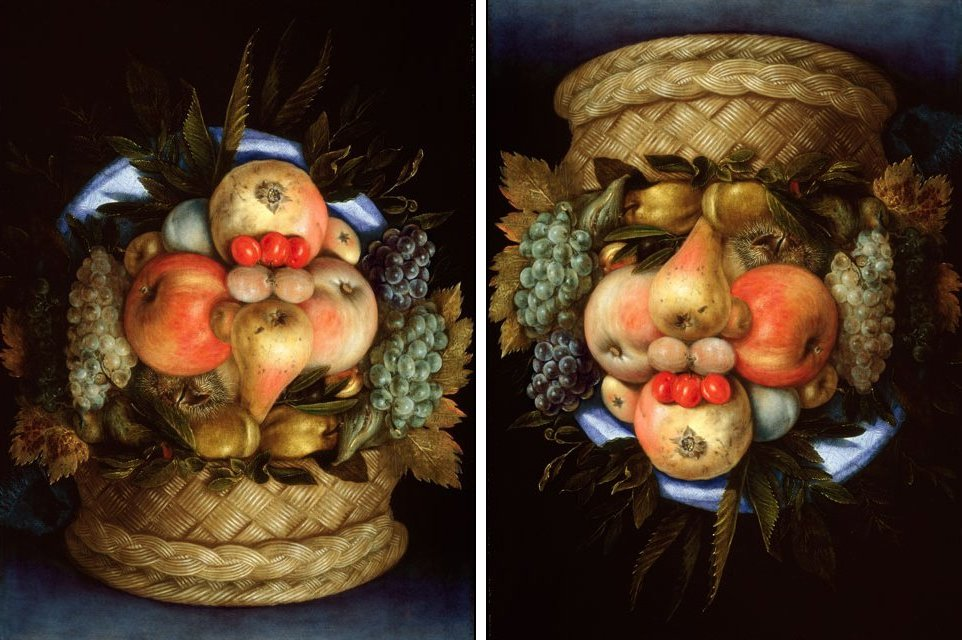
Košík s ovocem/Bůh plodnosti (reverzibilní portrét; 1590, French and Co., New York)

Zvrat v Arcimboldově tvorbě souvisí s jeho odchodem na císařský dvůr do Vídně. Zpočátku zde kopíroval portréty Habsburků pro rodovou galerii nacházející se v zámku Ambras u Innsbrucku. Dokládají to jak portréty dcer císaře Ferdinanda I. a Maxmiliána II. (Kunsthistorisches Museum, Vídeň), tak i obraz „Císař Maxmilián II., jeho manželka Marie a jejich tři děti“ (kolem 1563, tamtéž), který zachycuje budoucího císaře Rudolfa II. jako dítě. Ale již v roce 1562 Arcimboldo namaloval první verzi alegorického portrétu nazvaného „Knihovník“ (dnes zámek Skokloster, Švédsko). Asi o rok později začal pracovat na obrazovém cyklu Čtyři roční období a v roce 1566 k němu přidal i cyklus Čtyři živly, aby je císaři Maxmiliánovi II. věnoval na Nový rok 1569. Oba cykly doprovázela popisná báseň Giovanniho Battisty Fontea (1542–1587). Tyto cykly se staly základem jeho vrcholné tvorby. Dokládají to další variace těchto cyklů, které vznikly 1569, 1573 a 1575/77. Některé obrazy živlů však nebyly zcela dokončeny, jiné obrazy se ztratily, takže část cyklů je dnes neúplná. Obrazy obou cyklů byly komponovány jako alegorické polopostavy namalované z profilu, které měly být umístěny proti sobě, čímž vznikl dojem jejich vzájemného dialogu. Tyto z přírodnin sestavené obrazy „kompozitních hlav“ byly dle renesančních zvyklostí ideově spojovány s planetami a znameními zvěrokruhu. V případě ročních období měl každý obraz svůj typický přírodní motiv a tak Jaro charakterizoval kosatec či květy, Léto artyčok či jiná zelenina, Podzim pak růže a Zimu citron nebo některé další druhy ovoce. U živlů pak pták symbolizoval Vzduch, plameny Oheň, honicí pes či jiné zvíře používané k lovu Zemi a namalovaná ryba charakterizovala Vodu. Arcimboldo zamýšlel obrazy z obou cyklů kombinovat tak, že „Vzduch“ měl být s „Jarem“, „Léto“ s „Ohněm“, „Podzim“ se „Zemí“ a „Zima“ s „Vodou“. Přitom jednotlivé cykly jsou si podobné a liší se jen barevným pojetím. Většina cyklů byla namalována na plátně, jen pro verzi z roku 1575/77 (dnes v Mnichově) umělec použil dřevěné desky, a obě obrazové verze z roku 1572 (dnes v Louvre) mají květinovou borduru. Podobně Arcimboldo komponoval i alegorické portréty s názvy „Knihovník“ (1562) či „Právník“ (1566) nebo „Sklepník“ (1574), přičemž některé z nich měly zpodobňovat konkrétní postavy císařského dvora.
Arcimboldo si pro tyto alegorické portréty připravoval kresebné skici a studie, v nichž čerpal nejen z žánrových scének, ale i ze slavnostních motivů a symbolů. Dokládají to dnešní Vídeňské listy (1571) nebo Florentské listy (1585), které daroval císaři Rudolfovi II. Toho kresebně zobrazil s českou a císařskou korunou (asi 1575, Praha). Představu o jeho portrétní tvorbě doplňují jeho kresebné „vlastní podobizny“, v nichž sebe zobrazil jako sebevědomého umělce, jak to dokládá jeho Autoportrét (1571/76, Národní galerie, Praha) nebo pozdější Muž z papíru či Učenec (1587, Janov), ukazujícího Arcimbolda již jako stárnoucího člověka.

### Pozdní tvorba (1587–1593)

Rudolf II. jako Vertumnus (1590/91, zámek Skokloster, Švédsko)

Do tohoto období patří další skupina tzv. reverzních zátiší, kdy otočením o 180° se zátiší změnilo v kompozitní hlavu. Příkladem může být „Mísa se zeleninou“, která se otočením změní v obraz Zahradník či Zelinář nebo Košík s ovocem se promění v obraz zpodobňující snad boha plodnosti (kolem 1590). Přitom obrazem Košík s ovocem Arcimboldo téměř o 10 let předběhl známější Caravaggiův obraz stejného názvu, původně považovaný za první zobrazení tohoto typu zátiší. Arcimboldo také souhrnně zachytil „čtyři roční období“ jen na jediné kompozitní hlavě a znovu se k tomuto tématu, spojujícímu myšlenku manýristické alegorie s konkrétní postavou, vrátil v portrétu Rudolfa II. jako etruského boha Vertumna. Byl to jeho poslední obraz namalovaný pro Habsburky. Spolu se dvěma obrazy Flory, římské bohyně jara a květů, to byly poslední obrazy, které před svou smrtí Arcimboldo z Milána poslal na císařský dvůr do Prahy.

## Umělecko-historický význam Arcimboldova díla
Giuseppe Arcimboldo byl jedním z hlavních představitelů pozdně manýristické malby. V duchu tohoto uměleckého projevu vytvořil řadu fantaskních obrazů, v nichž sestavoval jednotlivé objekty zátiší a ze zobrazených přírodnin vytvářel portréty lidí. V podobném duchu navrhoval i velmi nápadité dekorace pro slavnosti a divadelní představení pořádané na císařském dvoře. Za života byl oslavován, ale po smrti jeho tvorba upadla v částečné zapomnění. Teprve na počátku 20. století byl znovu objeven představiteli symbolismu a později také evropskými surrealisty, kteří ho označili za jednoho ze svých předchůdců.